# 蒙丁迪巴什圖
41°24′N 7°57′W / 41.400°N 7.950°W
蒙丁迪巴什圖（葡萄牙語：Mondim de Basto），是葡萄牙的城鎮，位於該國北部，由雷亞爾城區負責管轄，面積172.08平方公里，2011年人口7,493，該城鎮人口密度每平方公里43.54人。

## 友好城市
- 法國 圣阿韦坦